# Kaduna (fiume)
Il Kaduna è un affluente del Niger che scorre per 550 chilometri attraverso la Nigeria nordoccidentale. Nasce nello Stato di Plateau sull'altopiano di Jos, 29 chilometri a sud-ovest della città di Jos, scorre attraverso l'omonimo Stato di Kaduna e attraverso la sua capitale Kaduna, e incontra il fiume Niger nello Stato di Niger. La maggior parte del suo corso attraversa boschi di savana, ma la sua sezione inferiore ha tagliato diverse gole nelle vaste pianure alluvionali del Niger.
È utilizzato per la pesca e il trasporto di prodotti locali. Registra alti livelli di inquinamento, causati soprattutto da rifiuti urbani e industriali non trattati che vengono scaricati direttamente o indirettamente nelle acque reflue di afflusso del fiume. A causa delle ricorrenti inondazioni, il governo federale ha istituito negli anni 2020 un progetto di controllo delle sue acque.
Prende il nome dai coccodrilli che vivevano nel fiume e nelle zone circostanti: "Kaduna" nel dialetto nativo hausa significa infatti "coccodrilli".